# Gone (Fernsehserie)
Gone ist eine international koproduzierte US-amerikanische Fernsehserie, welche auf dem Roman One Kick (in Deutschland K – Kidnapped) der Autorin Chelsea Cain basiert.
Die Erstausstrahlung der Serie erfolgte am 13. November 2017 bei der australischen Version des Senders Universal Channel.
Eine deutschsprachige Erstausstrahlung erfolgt seit 24. Januar 2018 beim Sender VOX.
In den Vereinigten Staaten, dem Produktionsland der Serie, wurde sie erstmals erst Anfang 2019 beim Sender WGN America ausgestrahlt, welcher die Rechte an ihr im Juni 2018 erwarb.

## Produktionshintergrund
Gone ist die erste von drei Serien, die aus einer Produktionspartnerschaft der deutschen RTL Group, dem französischen Sender TF1 und NBCUniversal resultiert. Diese Partnerschaft wurde bereits Anfang des Jahres 2015 beschlossen, wobei alle drei Serien innerhalb von zwei Jahren produziert werden sollten. Tatsächlich ist Gone nach zwei Jahren zunächst die erste der Serien gewesen, weitere wurden bis dato weder produziert, noch in irgendeiner Form bestellt (Stand: Mitte 2021). Die Serie selbst befand sich ursprünglich bereits seit 2013 beim Sender NBC in Entwicklung, erhielt zum damaligen Zeitpunkt allerdings keine Serienbestellung. In Deutschland ursprünglich für RTL Television gedacht, wurde die Sendung auf den Schwestersender VOX verschoben.

## Besetzung und Synchronisation
Die deutschsprachige Synchronisation der Serie erfolgt durch die FFS Film- & Fernseh-Synchron unter Dialogregie von Gerrit Schmidt-Foß, Marianne Groß und Katharina Gräfe.
- Chris Noth (DF: Wolfgang Wagner)  als FBI-Agent Frank Novak[10][11]
- Leven Rambin (DF: Rubina Nath)  als Kit „Kick“ Lannigan[12]
- Danny Pino (DF: Norman Matt) als John Bishop[13]
- Andy Mientus als James[14]

## Episodenliste
| Nr. (ges.) | Nr. (St.) | Deutscher Titel  | Originaltitel         | Erstausstrahlung (Australien) | Deutschsprachige Erstausstrahlung (D) | Regie         | Drehbuch                                        | Zuschauer (AUS) | Quoten (DE) |
| ---------- | --------- | ---------------- | --------------------- | ----------------------------- | ------------------------------------- | ------------- | ----------------------------------------------- | --------------- | ----------- |
| 1          | 1         | Die Kämpferin    | Pilot                 | 13. Nov. 2017                 | 24. Jan. 2018                         | John Terlesky | Matt Lopez                                      | 0,062 Mio.      | –           |
| 2          | 2         | Der Fahrer       | Ride                  | 20. Nov. 2017                 | 24. Jan. 2018                         | John Terlesky | Matt Lopez                                      | 0,040 Mio.      | –           |
| 3          | 3         | Tiger            | Tiger                 | 27. Nov. 2017                 | 31. Jan. 2018                         | Thomas Carter | Meredith Averill                                | 0,045 Mio.      | –           |
| 4          | 4         | Die Falle        | Crystal               | 4. Dez. 2017                  | 31. Jan. 2018                         | Thomas Carter | Michael Brandon Guercio                         | 0,034 Mio.      | –           |
| 5          | 5         | Rampenlicht      | Family Photo          | 11. Dez. 2017                 | 14. Feb. 2018                         | John Gray     | Pamela Davis                                    | –               | –           |
| 6          | 6         | Glaubensfrage    | Savior                | 18. Dez. 2017                 | 7. Feb. 2018                          | John Gray     | Barry O’Brien                                   | 0,042 Mio.      | –           |
| 7          | 7         | Wildnis          | Don’t Go              | 8. Jan. 2018                  | 21. Feb. 2018                         | Jan Eliasberg | Melissa R. Byer & Treena Hancock                | 0,037 Mio.      | –           |
| 8          | 8         | Das Tribunal     | Romans                | 15. Jan. 2018                 | 28. Feb. 2018                         | Jan Eliasberg | Pamela Davis                                    | 0,052 Mio.      | –           |
| 9          | 9         | Gefahr im Verzug | Exigent Circumstances | 22. Jan. 2018                 | 7. März 2018                          | John Terlesky | Matt Lopez                                      | 0,044 Mio.      | –           |
| 10         | 10        | Racheengel       | Secuestrado           | 29. Jan. 2018                 | 14. März 2018                         | John Scott    | Barry O’Brien, Melissa R. Byer & Treena Hancock | 0,041 Mio.      | –           |
| 11         | 11        | Dämonen          | Demons                | 5. Feb. 2018                  | 21. März 2018                         | Brad Turner   | Matt Lopez                                      | 0,033 Mio.      | –           |
| 12         | 12        | In der Falle     | Rise                  | 12. Feb. 2018                 | 28. März 2018                         | Brad Turner   | Matt Lopez                                      | –               | –           |

## Rezeption
Gian-Philip Andreas von TVwunschliste.de  steht der Serie, nach einer ersten Sichtung der ersten beiden Episoden, kritisch gegenüber.
„Eine Komplettkatastrophe ist ‚Gone‘ nicht. Wer routiniert runtergekurbelten Procedural-Nachschub will, bekommt ihn. Indes, vom Hocker reißt hier wenig, weder Leven Rambin in der Hauptrolle, die die Balance zwischen Toughness und Verletzlichkeit nicht so richtig in den Griff bekommt, noch die Fälle an sich, noch die möglichen Ansatzpunkte für episodenübergreifende Entwicklungen. Alles wird viel zu überdeutlich ausbuchstabiert.“
Torsten Zarges von dwdl.de ist gespaltener Meinung. Einer Hinsicht sagt er „Die Farbgestaltung erinnert ein bisschen an ‚CSI: Miami‘, die Räume an ‚Navy CIS‘ und die Dynamik im Ermittlerteam an mehrere der einschlägigen Erfolgs-Ensembles. Eine durchaus erfrischende Eigenständigkeit kommt über die Figur Kit Lanigan ins Spiel, die ihre inneren Widersprüche über die Staffel behalten darf und mit ihrem impulsiven Drive so etwas wie den Puls der Serie vorgibt.“, jedoch empfindet er auch, „[...], dass das immer wieder aufblitzende Potenzial von ‚Gone‘ nicht annähernd genutzt wird. Besonders ärgerlich: Chris Noth macht aus seiner Rolle nicht viel mehr als Dienst nach Vorschrift. Offenbar reicht es ihm, hier für den Promi-Faktor zu sorgen, und den Autoren ist auch nichts eingefallen, was ihn darüber hinaus fordern könnte. Und dann ist da noch das blaue Großraum-Flugzeug mit Hightech-Computer-Ausstattung, in dem Kit & Co. ständig von Einsatz zu Einsatz düsen. Was als Alternative zum klassischen Ermittlerbüro vermutlich cool wirken soll, steht stattdessen sinnbildlich für die fehlende Verwurzelung einer gewollt internationalen Serie.“